# Vágner Love
Vágner Silva da Souza (Rio de Janeiro, 11 juni 1984) - alias Vágner Love - is een Braziliaans profvoetballer die bij voorkeur als aanvaller speelt. Love debuteerde in 2004 in het Braziliaans voetbalelftal.

## Clubcarrière
Love debuteerde in 2002 in het profvoetbal in het shirt van SE Palmeiras. Love verruilde SE Palmeiras in 2004 voor CSKA Moskou, waarmee hij in 2005 de UEFA Cup won. In de finale werd Sporting CP met 3–1 verslagen en Love scoorde, op aangeven van Daniel Carvalho, het derde doelpunt. Anderhalve week na de UEFA Cup-overwinning won CSKA Moskou ook de Beker van Rusland. In seizoen 2009/10 werd de spits vanwege privéredenen verhuurd aan SE Palmeiras en daarna aan CR Flamengo. Love keerde begin 2012 officieel terug naar Brazilië, waar hij werd verkocht aan CR Flamengo. Naar verluidt betaalden de Brazilianen rond de tien miljoen euro voor de spits. Een seizoen later keerde Love terug naar CSKA Moskou, dat zes miljoen euro betaalde. Love vertrok in juli 2013 naar Shandong Luneng Taishan. Shandong Luneng Taishan betaalde twaalf miljoen euro voor de spits. In februari 2015 vertrok Love transfervrij naar SC Corinthians, om na een jaar voor anderhalf miljoen euro te vertrekken naar AS Monaco. Nog datzelfde jaar vertrok Love in augustus voor drie miljoen euro naar Alanyaspor. Hij verruilde Alanyaspor eind januari 2018 voor Beşiktaş JK, dat tweeëneenhalf miljoen euro betaalde. Eind januari 2019 vertrok Love voor een miljoen euro naar SC Corinthians, de club waar hij vier jaar eerder ook al voor speelde. In juni 2020 vertrok Love voor een transfersom van een miljoen euro naar Kairat Almaty. Eind 2021 liep zijn contract af. Op 20 januari 2022 verbond hij zich tot het einde van het seizoen 2021/22 aan het Deense FC Midtjylland. Medio 2022 keerde hij terug naar Brazilië bij Sport Club do Recife.

## Interlandcarrière
Love debuteerde in 2004 in het Braziliaans voetbalelftal, op dat moment onder leiding van bondscoach Dunga. In een van zijn eerste wedstrijden (tegen Wales) scoorde hij zijn eerste doelpunt als international. In zowel 2004 als 2007 won Love met Brazilië de Copa América.

## Erelijst
Palmeiras
- Campeonato Brasileiro Série B: 2003

 CSKA Moskou
- Premjer-Liga: 2005, 2006, 2012/13
- Beker van Rusland: 2004/05, 2005/06, 2007/08, 2008/09, 2010/11, 2012/13
- Russische Supercup: 2006, 2007, 2009, 2013
- UEFA Cup: 2004/05

 Shandong Luneng
- Chinese FA Cup: 2004

 Corinthians
- Campeonato Brasileiro Série A: 2015
- Campeonato Paulista: 2019

 Kairat Almaty
- Premjer-Liga: 2020
- Kazachse voetbalbeker: 2021

 Brazilië
- CONMEBOL Copa América: 2004, 2007

Individueel
- Vice-topscorer Brasileirão: 2003
- Topscorer Premjer-Liga: 2008
- Beste speler van de Premjer-Liga: 2008
- Topscorer UEFA Cup: 2009
- Topscorer Süper Lig: 2016/17

1 Júlio César ·
2 Mancini ·
3 Luisão ·
4 Juan ·
5 Renato ·
6 Gustavo Nery ·
7 Adriano ·
8 Kléberson ·
9 Luís Fabiano ·
10 Alex ·
11 Edu ·
12 Fábio ·
13 Maicon ·
14 Bordon ·
15 Cris ·
16 Dudu Cearense ·
17 Adriano C. ·
18 Júlio Baptista ·
19 Diego ·
20 Felipe ·
19 Ricardo Oliveira ·
20 Vágner Love ·
Coach: Parreira
1 Helton ·
2 Maicon ·
3 Alex ·
4 Juan ·
5 Mineiro ·
6 Gilberto Melo ·
7 Elano ·
8 Gilberto Silva  ·
9 Vágner Love ·
10 Diego ·
11 Robinho ·
12 Doni ·
13 Dani Alves ·
14 Alex Silva ·
15 Naldo ·
16 Kléber ·
17 Josué ·
18 Fernando Menegazzo ·
19 Júlio Baptista ·
20 Anderson ·
21 Afonso Alves ·
22 Fred ·
Coach: Dunga